# Hoffmann István (nyelvész)
Hoffmann István (Pápa, 1953. június 7. –) magyar nyelvész, nyelvtörténész, egyetemi tanár, a Magyar Tudományos Akadémia levelező (2019), majd rendes (2025) tagja. Kutatási területe a magyar nyelvtörténet, munkásságának középpontjában a legrégebbi magyar nyelvemlékek, a szórványemlékek, s ezzel szorosan összekapcsolódva a helynevek problematikája áll. 2007 és 2017 között a Debreceni Egyetem Bölcsészettudományi Kar Magyar Nyelvtudományi Intézetének igazgatója.

## Életútja
Általános és középiskolai tanulmányait szülővárosában, Pápán végezte, a Türr István Gimnázium tanulója volt. 1971-ben felvételt nyert a Kossuth Lajos Tudományegyetem (2000-től Debreceni Egyetem) magyar–orosz szakára, ahol a finnugor szakot is elvégezve 1977-ben szerzett diplomát. Ezt követően két évig tudományos ösztöndíjat kapott, és 1979-ben summa cum laude minősítéssel megszerezte az egyetemi doktori címet.
1979–1980-ban ösztöndíjasként tíz hónapos tanulmányúton járt Finnországban, ahol a modern finn névkutatás legfontosabb eredményeivel ismerkedett meg. Hazatérve, 1980-ban a debreceni egyetem Magyar Nyelvtudományi Tanszékén kapott tanársegédi kinevezést. 1985-től adjunktusként, 1994-től docensként, 2009-től pedig egyetemi tanárként oktatott. 1995 és 2016 között a tanszék vezetője volt, 2007 és 2017 között pedig a Magyar Nyelvtudományi Intézet igazgatói tisztét töltötte be. 2023-ban kutatóprofesszori megbízást kapott. Mindemellett egy tanévet a Miskolci Egyetemen, egy szemesztert pedig a finnországi Jyväskyläben is tanított.

## Munkássága
Munkássága elsősorban a hazai és nemzetközi névtani kutatások területén meghatározó. Pályája során központi szerepet játszott a helynévkutatás elméleti és gyakorlati kereteinek kidolgozása. Olyan koherens szempontrendszert alkalmazó helynévleírási és -elemzési keretet alkotott, amely nagyszámú helynév elemzésére alkalmas, és amely a modern magyar névkutatás egyik legnagyobb hatású munkájává vált. Névtani kutatásainak másik kiemelkedő vonulata az 1990-es évektől az Árpád-kori helynevek tanulmányozása volt: feltárta és elemezte a korai magyar nyelvtörténet fontos forrásait, létrehozott egy helynévtörténeti adattárat és szótárt az anyag rendszerezésére. A nyelvi és az etnikai rekonstrukció kérdéseivel is foglalkozott, vizsgálva, hogy a helynevek miként használhatók az Árpád-kori Kárpát-medence etnikai képének megrajzolásához. Mindemellett tudománytörténeti összefoglalót készített a magyar helynévkutatás elmúlt fél évszázadának eredményeiről, amely a tudományág hazai eredményeinek átfogó értékelését nyújtja.
Jelentős elméleti munkát végzett a személynévrendszerek leírása terén is, modelljében a személynévfajtákat pragmatikai, valamint funkcionális-kognitív síkon különítette el és határozta meg.
Munkásságának jelentőségét tovább növeli iskolateremtő tevékenysége. Nagy szerepe volt a debreceni névkutató műhely létrehozásában és működtetésében, jelentős kutatói közösséget hozott létre, amely a „debreceni iskola” néven vált ismertté.. 1995-ben a vezetésével indult el a Debreceni Egyetem Nyelvtudományi Doktori Iskolájában a magyar nyelvtudományi doktori program névtani alprogramja.
Tudományos pályája állomásaiként kandidátusi értekezését 1992-ben védte meg, 2001-ben habilitált, 2008-ban pedig az akadémiai doktori címet is megszerezte. Elnyert pályázatai közül kiemelendő az MTA-DE (később HUN-REN-DE) Magyar Nyelv- és Névtörténeti Kutatócsoport vezetése (2013–2024), valamint a Kárpát-medence teljes helynévanyagának összegyűjtését célul kitűző Magyar Nemzeti Helynévtár Program irányítása, amely az MTA Nemzeti Kutatási Programjai között a „Tudomány a magyar nyelvért” nemzeti program egyik alprogramjaként 2022. január 1-jétől működik.
Több mint kétszázötven tudományos közlemény szerzője vagy szerkesztője. Publikációit magyar, angol, orosz és finn nyelven adja közre.

### Társasági tagságai és elismerései
A tudományos közéletben is aktív szerepet vállal. 2019-ben a Magyar Tudományos Akadémia (MTA) levelező, 2025-ben pedig rendes tagjává választották. 2021 és 2023 között az MTA Nyelvtudományi Bizottságának elnöke volt, 2023-tól pedig az MTA I. Nyelv- és Irodalomtudományi Osztályának elnökhelyettese. 2020-tól tagja az MTA Doktori Tanácsának, 2023-tól annak társelnöke.
Pályafutása során elért eredményeit számos díjjal és kitüntetéssel ismerték el. A tehetséggondozás és iskolateremtés terén végzett munkáját Iskolateremtő Mestertanár-díjjal (1997), tudományos eredményeit pedig a Magyar Nyelvtudományi Társaság Pais Dezső-díjával (2008), Debrecen város Csokonai-díjával (2011), a Debreceni Egyetem Bölcsészettudományi Karának Emlékérmével (2017), az MTA Debreceni Területi Bizottsága Pro Scientia-érmével (2020), valamint az Erdélyi Múzeum-Egyesület Gróf Mikó Imre-emlékérmével (2022) tüntették ki.

## Főbb művei
- Helynevek nyelvi elemzése. A Debreceni Kossuth Lajos Tudományegyetem Magyar Nyelvtudományi Intézetének Kiadványai 61. Debrecen, 1993. Újraközlése: Budapest, Tinta Könyvkiadó, 2007.
- Pesty Frigyes kéziratos helynévtárából. 1864. Bihar vármegye 1–2. [Kis Tamással közösen]. A Debreceni Kossuth Lajos Tudományegyetem Magyar Nyelvtudományi Intézetének Kiadványai 65–66. Debrecen, 1996, 1998.
- Helynévtörténeti adatok a korai ómagyar korból 1. Abaúj–Csongrád vármegye. [Rácz Anitával és Tóth Valériával közösen]. A Magyar Névarchívum Kiadványai 1. Debrecen, Kossuth Lajos Tudományegyetem Magyar Nyelvtudományi Tanszéke, 1997.
- Helynévtörténeti adatok a korai ómagyar korból 2. Doboka–Győr vármegye. [Rácz Anitával és Tóth Valériával közösen]. A Magyar Névarchívum Kiadványai 3. Debrecen, Kossuth Lajos Tudományegyetem Magyar Nyelvtudományi Tanszéke, 1999.
- Helynévtörténeti adatok a korai ómagyar korból 4. Liptó–Pilis vármegye. [Rácz Anitával és Tóth Valériával közösen]. A Magyar Névarchívum Kiadványai 43. Debrecen, Debreceni Egyetemi Kiadó, 2017.
- Magyar helynévkutatás. 1958–2002. A Magyar Névarchívum Kiadványai 7. Debrecen, 2003.
- Korai magyar helynévszótár. 1000–1350. 1. Abaúj–Csongrád vármegye. [Póczos Ritával, Rácz Anitával és Tóth Valériával közösen]. A Magyar Névarchívum Kiadványai 10. Debrecen, Debreceni Egyetem Magyar Nyelvtudományi Tanszéke, 2005.
- A személynévrendszerek leírásához. Magyar Nyelvjárások 46 (2008): 5–20.
- A Tihanyi alapítólevél mint helynévtörténeti forrás. A Magyar Névarchívum Kiadványai 16. Debrecen, Debreceni Egyetemi Kiadó, 2010.
- Funkcionális nyelvészet és helynévkutatás. Magyar Nyelvjárások 50 (2012): 9–26.
- Mikrotoponímiai vizsgálatok 1. Tapolcafő helynevei. A Magyar Névarchívum Kiadványai 30. Debrecen, Debreceni Egyetemi Kiadó, 2013.
- Viewpoints on the cognitive-pragmatic description of personal names. [Tóth Valériával közösen]. Word. Journal of the International Linguistic Association 61/2 (2015): 141–164.
- A nyelvi és az etnikai rekonstrukció kérdései a 11. századi Kárpát-medencében. [Tóth Valériával közösen]. Századok 150 (2016): 257–318.
- History of Hungarian Toponyms. [Rácz Anitával és Tóth Valériával közösen]. Hamburg, Buske, 2017.
- Régi magyar helynévadás. A korai ómagyar kor helynevei mint a magyar nyelvtörténet forrásai. [Rácz Anitával és Tóth Valériával közösen]. Budapest, Gondolat Kiadó, 2018.
- Adat és elmélet a Kárpát-medence korai ómagyar kori nyelvi viszonyainak vizsgálatában. Magyar Nyelv 116 (2020): 385-401.
- Magyar névkutatás: irányok és perspektívák. Magyar Nyelv 117 (2021): 385–402.
- A magyar helynevek története. (Felsőoktatási online tankönyv). [Rácz Anitával, Tóth Valériával és Kis Tamással közösen]. Debrecen, Debreceni Egyetemi Kiadó, 2022.
- Az Akadémia és a helynevek ügye. In: Tolcsvai Nagy Gábor – Laczkó Krisztina – Tátrai Szilárd szerk., Nyelv, kultúra és tudomány. Köszöntő könyv a Magyar Nyelvőr alapításának 150. évfordulójára. Budapest, MTA – Eötvös Kiadó, 2023. 115–127.
- Magyar Nemzeti Helynévtár 1. A Hajdúnánási járás helynevei. [szerk. E. Nagy Katalinnal közösen.] Debrecen, Debreceni Egyetemi Kiadó, 2024.